# 鴨江
鴨江（かもえ）は、静岡県浜松市中央区の町名。現行行政地名は鴨江一丁目から鴨江四丁目、鴨江町。住居表示は鴨江町以外実施済み。

## 地理
浜松市中央区のうち、旧中区の南西部に位置する。北で蜆塚・広沢、北東で三組町・中山町、東で栄町・元魚町、南で東伊場、南西で西伊場町、西で佐鳴台、北西で山手町に隣接する。町内は、1990年代以前は農地もある程度存在したが、現在では主に住宅地で田畑はほとんど見られなくなった。しかし新興住宅地というわけではなく道路などはそれほど大きく変わっていない。町内には鴨江寺、鴨江アートセンター、浜松市保健所や浜松拘置支所などが置かれている。

### 河川
- 鴨江排水路

## 歴史

### 沿革
- 1966年8月1日 - 鴨江一丁目〜四丁目が住居表示化。
- 2007年4月1日 - 浜松市が政令指定都市に移行し、鴨江・鴨江町は中区の一部となった。
- 2024年1月1日 - 浜松市が区再編を行い、中区は全域が中央区となった。

### 地名の由来
町名の由来は、昔佐鳴湖が鴨江近くまで広がる入り江で、鴨が群を成し入野の江と呼ばれてた情景からであると云われている。

## 世帯数と人口
2022年（令和4年）4月1日現在の世帯数と人口は以下の通りである。
| 丁目       | 世帯数    | 人口    |
| ---------- | --------- | ------- |
| 鴨江町     | 176世帯   | 403人   |
| 鴨江一丁目 | 885世帯   | 1,703人 |
| 鴨江二丁目 | 1,175世帯 | 2,411人 |
| 鴨江三丁目 | 1,349世帯 | 2,764人 |
| 鴨江四丁目 | 461世帯   | 1,054人 |

## 小・中学校の学区
市立小・中学校に通う場合、学区は以下の通りとなる。
| 丁目       | 番・番地等 | 小学校             | 中学校             |
| ---------- | ---------- | ------------------ | ------------------ |
| 鴨江町     | 全域       | 浜松市立西小学校   | 浜松市立西部中学校 |
| 鴨江一丁目 | 全域       | 浜松市立西小学校   | 浜松市立西部中学校 |
| 鴨江二丁目 | 全域       | 浜松市立鴨江小学校 | 浜松市立西部中学校 |
| 鴨江三丁目 | 全域       | 浜松市立西小学校   | 浜松市立西部中学校 |
| 鴨江四丁目 | 全域       | 浜松市立西小学校   | 浜松市立西部中学校 |

## 交通
- 遠鉄バス
  - 0遠州浜蜆塚線：（浜松駅 方面 - ）眼鏡市場浜松蜆塚店前（ - 佐鳴台団地 方面）
  - 9掛塚さなる台線、9・9-22大平台線：（浜松駅 方面 - ）鴨江アートセンター - 中部電力 - 鴨江観音 - 保健所東（上りのみ） - 保健所 - 根上り松（ - 佐鳴台団地・医療センター／（佐鳴台団地・）大平台 方面）

## 施設
- 浜松市立西部中学校 (鴨江二丁目）
- 浜松市立西小学校(鴨江町)
- 鴨江寺学園 鴨江幼稚園(鴨江町)
- 鴨江寺 (鴨江四丁目)
- 須佐之男神社
- 鴨江アートセンター
- 浜松市保健所 (鴨江二丁目)
- 浜松市中消防署鴨江出張所(鴨江二丁目)
- 浜松拘置支所(鴨江三丁目)
- 根上り松(鴨江三丁目)
- 佐鳴予備校根上り松校(鴨江二丁目)

## その他

### 日本郵便
- 郵便番号 : 432-8023[3]（集配局：浜松西郵便局[7]）。

### 警察
警察の管轄は以下の通りである。
| 丁目       | 番・番地等 | 警察署         | 交番・駐在所 |
| ---------- | ---------- | -------------- | ------------ |
| 鴨江町     | 全域       | 浜松中央警察署 | 東伊場交番   |
| 鴨江一丁目 | 全域       | 浜松中央警察署 | 東伊場交番   |
| 鴨江二丁目 | 全域       | 浜松中央警察署 | 東伊場交番   |
| 鴨江三丁目 | 全域       | 浜松中央警察署 | 東伊場交番   |
| 鴨江四丁目 | 全域       | 浜松中央警察署 | 東伊場交番   |